# Mũ phớt

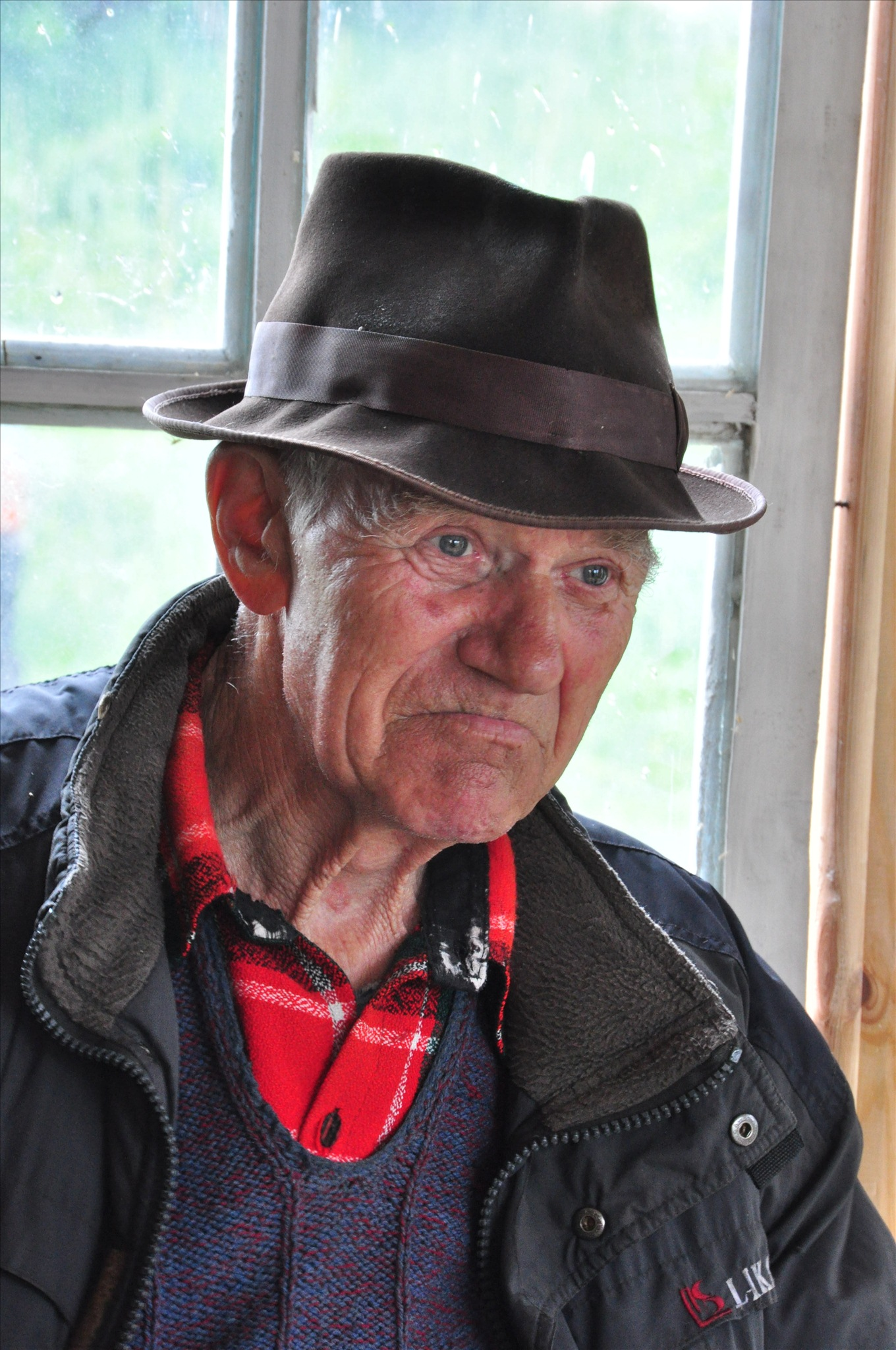
Một ông lão đội mũ phớt kiểu thời Liên Xô ở Olesko

Một phụ nữ đội mũ phớt

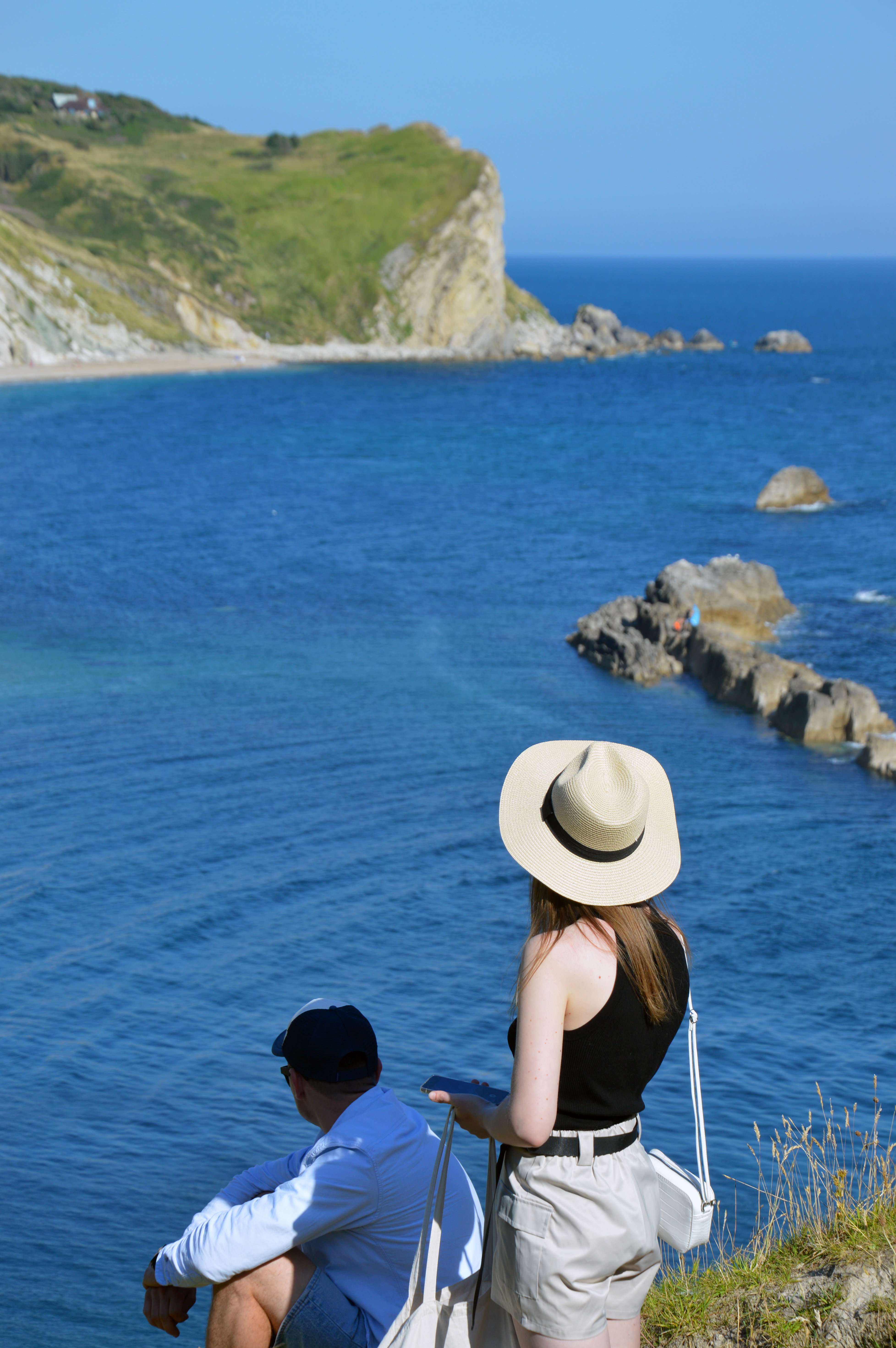
Nữ du khách đội mũ phớt khi du lịch

Mũ phớt (Fedora) là một chiếc mũ có kiểu dáng tròn, phần vành mềm và chóp lõm, thiết kế đỉnh nón có phần lõm xuống hoặc sẽ gập xuống ở giữa. Mũ phớt thường được gấp theo chiều dọc xuống đỉnh đầu và "bị kẹp" gần phía trước ở cả hai bên, mũ phớt cũng có thể được tạo nếp bằng vết lõm ở giữa và vị trí của các điểm kẹp có thể thay đổi, vành của nón phớt sẽ rộng và không có nếp cứng như các loại nón khác. Mũ phớt chủ yếu dành cho phái nam vì đem đến vẻ ngoài lịch lãm và cuốn hút. Chất liệu chủ yếu được sử dụng để làm loại mũ này khi đó là bông vải hoặc rơm, sau này là những chiếc mũ da lộn, len hoặc nỉ, sự đa dạng chất liệu nên loại mũ này có thể đội trong nhiều thời tiết khác nhau. Viền mũ Cavanagh là viền mũ có đường khâu vô hình để giữ cố định và là phương pháp xử lý rất tốn kém, đòi hỏi người thợ thủ công có tay nghề cao.
Một loại mũ phớt là mũ Panama là loại mũ cói thường có màu trắng, làm từ cây cọ Paja toquilla ở Ecuador. Nổi tiếng nhất là mũ ở thị trấn Montecristi, tỉnh Manabi, bắt đầu được tầng lớp quý tộc châu Âu yêu thích từ cuối thế kỷ 18. Mũ cói Panama được dệt thủ công rất cầu kỳ. Một chiếc mũ chất lượng cao có thể mất từ ba tháng đến một năm để hoàn thành, toàn bộ quá trình được thực hiện bằng tay, ngoài độ mịn, tiêu chí đánh giá giá trị chiếc mũ nằm ở số lượng mũi đan trên một inch (2,5 cm), số mối đan càng dày, sợi càng nhỏ, sự tỉ mỉ càng cao giá bán càng đắt, loại cao cấp nhất có hơn 50 mối đan trên mỗi inch, sợi cói chỉ nhỉnh hơn sợi tóc. Để đạt đến độ mịn cần thiết trên bề mặt mũ, sợi cói phải đủ nhỏ, khi đan mũ, nghệ nhân phải dùng kính lúp để có thể xử lý mối đan cho chính xác, vừa dàn đều, mịn, vừa tạo dáng cho mũ và dấu mối đàn quanh vành nón.